# Traffic Jam Open Air
Das „Traffic Jam Open Air“ ist ein Musikfestival, welches im hessischen Dieburg beheimatet ist. Es handelt sich um ein Open-Air-Festival, bei dem Live-Musik von verschiedenen Bands und Künstlern präsentiert wird. Das Festival ist bekannt für seine Mischung aus Metal-, Hardcore- und Punk-Musikgenres.

## Geschichte
Das Traffic Jam Open Air ist bei einer Schnapsidee einer Geburtstagsparty am 29. Mai 1999 entstanden. Das Traffic Jam Open Air finanziert sich größtenteils durch freiwillige Helfer und Sponsoren, und die auftretenden Newcomer-Bands spielen gewöhnlich für eine geringe Gage. Auf diese Weise versuchen die Veranstalter, kommerziell möglichst unabhängig zu sein und die Eintrittspreise niedrig zu halten. Das Musikfestival, das in erster Linie Newcomer-Bands eine Plattform bietet, wird seit 1999 jährlich abgehalten. 2008 fand das zehnte TrafficJam statt, anschließend pausierte das Festival für ein Jahr.
2010 meldete sich das beliebte Festival in Südhessen zurück mit dem bisher internationalsten und mit 25 Bands größten Lineup seiner Geschichte. 2017 wiederum musste der Veranstalter „Schallkultur e. V.“ Insolvenz anmelden, weshalb das Traffic Jam 2018 ausfallen musste. Kurz darauf gründete sich ein neuer Verein aus Traffic Jam Begeisterten unter dem Namen „SchallMAGNET e. V.“, der 2019 erfolgreich das Traffic Jam Open Air wiedererweckte. Bedingt durch die Corona-Pandemie konnte das Traffic Jam Open Air 2020 und 2021 nicht stattfinden.

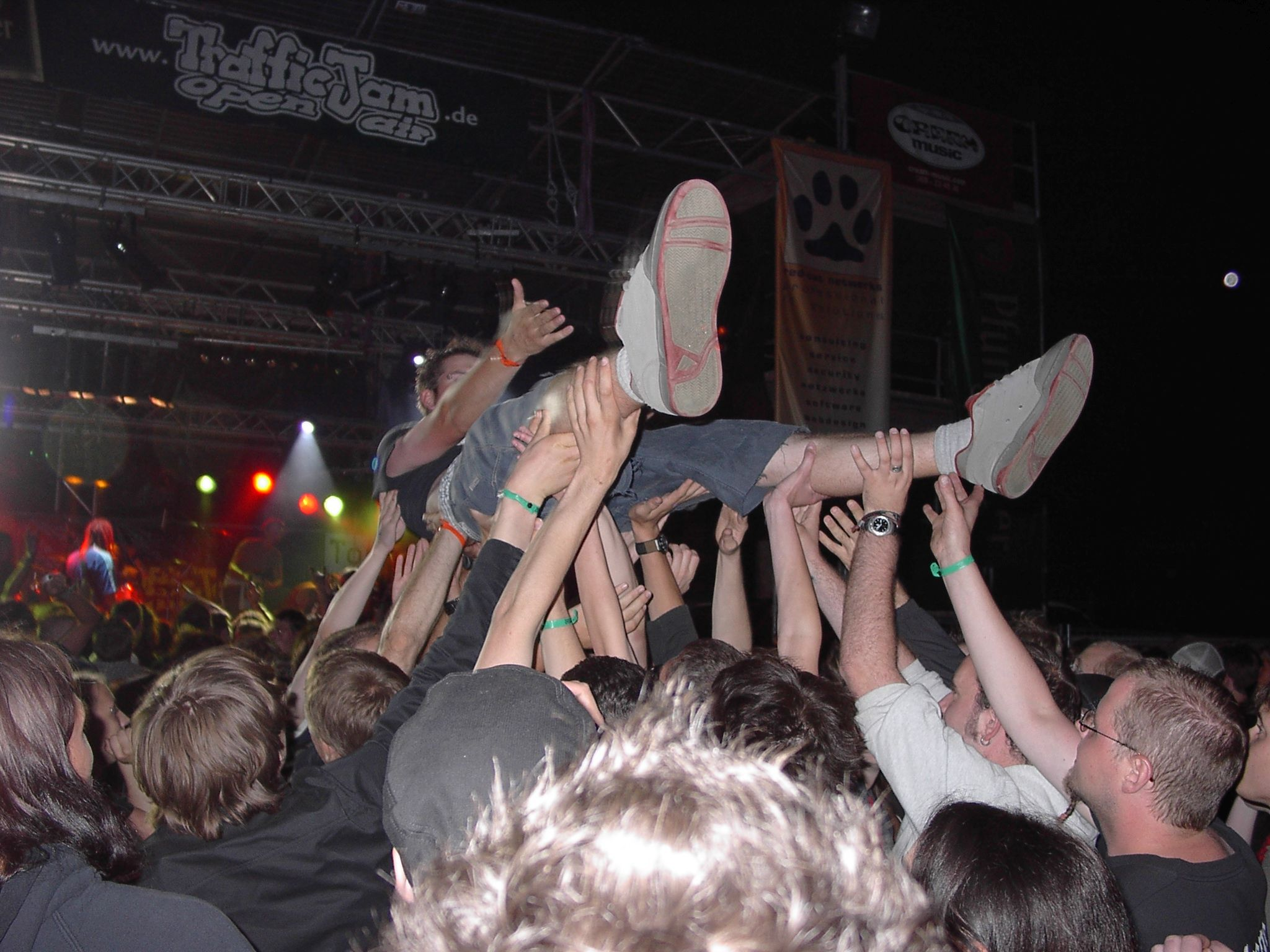
Crowdsurfing auf dem Traffic Jam Open Air (2004)

## Die Musik
Die Musik der auftretenden Bands kann dem Genre Alternative zugeordnet werden. Insbesondere werden die Richtungen Hardcore Punk, Metalcore, Metal, Ska und Punk abgedeckt. Das Festival ist bekannt, Newcomern eine Chance zu geben. So ist schon die ein oder andere Band auf der Bühne des Traffic Jam gewesen, welche heute auf großen Bühnen spielt (z. B. Heaven Shall Burn, Caliban, Betontod, Ignite, Electric Callboy, Russkaja und Bury Tomorrow).

## Besucher
Die Besucher des Open Airs kommen größtenteils aus der näheren Umgebung. Dennoch findet man dank Festivalguides in Zeitschriften und im Internet sowie Verbreitung über soziale Netzwerke vereinzelt Besucher aus ganz Deutschland und sogar anderen Ländern Europas. Da im Jahr 2006 die Kapazitäten des Zeltplatzes sehr schnell überschritten waren, beschlossen die Organisatoren für das Jahr 2007 limitierte Camping-Tickets zu verkaufen. 2008 wurde ein weiterer Campingplatz mit einbezogen, um so dem Andrang der Camper gerecht zu werden. 2010 verzeichnete das Festival erstmals mehr als 6.000 Besucher, 2014 besuchten ebenfalls rund 6.000 Gäste das Festival.

## Line-ups
| Datum | Künstler | Sonstiges                              | Besucher |
| ----- | --- | -------------------------------------- | -------- |
| 1999  | Jaywalker, Outrage, Red Noxious, Weed, Zero |                                        |          |
| 2000  | Chil-Bain, Deepak, Dipsomonia, Eat This, Jaywalker, Outrage, Reinhard + Mai, Sniper at Work, Soliloqui, Weed |                                        |          |
| 2001  | Buttcut, Cumicom, Deepak, Disbelief, Eternity, Fate, Las Vegas, Obscurity, Pisces, Presskopp, Royal Kikka Club, Sunyard, Szuspekkt, Toxic Brainfood, VP-1 |                                        |          |
| 2002  | Always Damaged, ELX, Fate, Freezeebee, g.i.f.t., Hopscotch, Jogit Beat, Knock Out, Mom's Favorite Dudes, Obscurity, Peremptory Order, Perfect Stranger, Planlos, Royal Kikka Club, Skunk, Thorn Eleven, VP-1 |                                        |          |
| 2003  | Crosscut, Dropp D, Dritte Wahl, Elfmorgen, Everest, Fairshot, Fitfull Flake, Guerrilla, Hopscotch, Jan feat. U.D.S.S.R., Kontrust, Legal Hate, Melancholic Seasons, My Local Hero, Rekorder, Royal Kikka Club, The Shubidoos, V8 Wankers, Waterdown |                                        |          |
| 2004  | Alev, Booty Busters, Brainless Wankers, Burst of Fire, Days in Grief, De Heideroosjes, Ektomorf, Freak 91, Ironcow, Itchy Poopzkid, Junkhead, Kalögena, Los Motorpedos, Lost in a Maze, Mom's Favorite Dudes, Nevermind, Warchild X, Zoma |                                        |          |
| 2005  | 4Lyn, 47 Million Dollars, Baxter, Betontod, Bushfire, Cataract, Courageous, Gapline, Green Frog Feet, Maroon, Nirgendwo, Nme.Mine, No Mayers 50, President Evil, Rejected, Shark Soup, Skalamander, Capones, The Ordinary Me, The Wohlstandskinder |                                        |          |
| 2006  | Antitainment, Caliban, Cashless, Casketnail, Contraption, Dark Sense, Downtown Torpedoes, Evil Cavies, Götz Widmann, Hatesphere, Ignite, Itrip, Longing for Tomorrow, Mad Monks, Masons Arms, Neaera, Pornophonique, Smoke Blow, The Briggs, The Heartbreak Motel, The Real McKenzies |                                        |          |
| 2007  | Fiddler’s Green, Heaven Shall Burn, MYHERO, Peter Pan Speedrock, Six Reasons to Kill, Mnemic, Gods of Blitz, End of Green, Divinus, ear-O-tation, Nayled, Oma's Zwerge, Pillow fight Club, Pristine, The SMU, Ragin Diarrhea, Silent Decay, Stillway, Tenside, Bathtub Aquanauts |                                        |          |
| 2008  | All Its Grace, AndiOliPhilipp, At the Farewell Party, Callejon (kurzfristig ausgefallen), Death by Stereo, The Durango Riot, Ektomorf, Eternal Tango, Illectronic Rock, Kohatred, Legal Hate, The Magnificent Brotherhood, The Pokes, Raya, The Real McCoy, Soilwork, The Turbo A.C.’s, War from a Harlot's Mouth, Welle: Erdball, Gewinner des Trafficlights Bandcontest |                                        |          |
| 2009  | Ausgefallen | ---                                    | ---      |
| 2010  | Combichrist (N/USA), Evergreen Terrace (USA), H2O (USA), The Sorrow (A), Six Reasons to Kill (Metalcore aus Koblenz), Russkaja (A), The Ghost of a Thousand (UK), Bleed from Within (UK), Black Bomb A (F), Sylosis (UK), Kafkas (GER), The Bottrops (Punk aus Berlin), Redska (I), Me and Mark (USA), His Statue Falls (Saarbrücken), 47 Million Dollars (Darmstadt), Die Traktor (Frankfurt), Shellycoat (Hamburg), Save Today (Bamberg), Tequila Terminators (Miltenberg), The Black Velvet Band (Bayern), Inhuman (Dreieich), Funkfragen (Dieburg), Sputnik Booster & The Future Posers (Bayern), New Year's Resolution (Kaiserslautern)                       |                                        | 6000     |
| 2011  | Agnostic Front (USA), Comeback Kid (CAN), Bury Tomorrow (UK), Montreal (DE), Mad Sin, Malefice (UK), More Than a Thousand (PT), Polar Bear Club (USA), Mr. Irish Bastard, Random Hand (UK; abgesagt), Barulheiros, Stick to Your Guns (USA), The Eyes of a Traitor (UK), We Butter the Bread with Butter, Burden, Das Actionteam, Destination Anywhere, DOLF, Eskimo Callboy, The Mofos, The Suicide Kings, They Shall Damage, Ungunst (DE), Unleash the Sky |                                        |          |
| 2012  | Suicide Silence (USA), Gallows (UK), Architects (UK), Your Demise (UK), Set Your Goals (USA), As They Burn (FR), Monsters of Liedermaching (Hamburg), Helia (I), No Turning Back (NL), Breakdown of Sanity (CH), Korsakow (Düsseldorf), Big D and the Kids Table (USA; abgesagt), Random Hand (UK), Reign Supreme (USA), The Coconut Butts (Aachen), Emproad (Kaiserslautern), The Green River Burial (Frankfurt), Elderstream (Aschaffenburg), Kosslowski (Wattenscheid), The Hand of Glory (Wiesbaden / Mannheim / ZW / KL), Nothings Left (Darmstadt / Dieburg), Thee Infidels (Gelnhausen), Dirty Rodriguez (Saarbrücken), The Porters (Düsseldorf / Duisburg) |                                        |          |
| 2013  | Suicidal Tendencies (USA), Madball (USA), Caliban (NRW), Strike Anywhere (USA), Sondaschule (Oberhausen & Mülheim/Ruhr), Deadlock (Jena), KMPFSPRT (NRW), Marathonmann (München), Nasty (Belgien/DE), Awesome Scampis (Dortmund), Buffet of Fate (Wiesbaden), Evil Cavies (Friedberg), God Delusion (Heidelberg), Madison Affair (Berlin), Nitro Injekzia (Russland/Kanada/Berlin), Placenta (Berlin), Rising Anger (Wiesbaden), The Wolves (Darmstadt Traffic Jam Open Air 2013 Flyer) |                                        |          |
| 2014  | Skindred, Evergreen Terrace (USA), Four Monkeys, Fiddler’s Green (Erlangen), Sick of It All (USA), Stick to Your Guns (USA), A Traitor Like Judas (Braunschweig), To the Rats and Wolfes (Essen), Wolf Down (NRW), The Pokes (Berlin), Unleash the Sky (Darmstadt), For the Fallen Dreams, Mark Foggo's Fallen Dreams, Trash Talk, Maroon, NH3, Carcer City, I Scream for Ice Scream, Keep Me Alive, Driven by Entropy, Burning Down Alaska, Burning Fight, Yesterday I Had Roadkill, The Mitch Buchannons, Carry the Dead, Gembala |                                        | 6000     |
| 2015  | Callejon, Soulfly, Emil Bulls, The Black Dahlia Murder, Less Than Jake, Rantanplan, Adept (Abgesagt), Nasty, H2O, Lionheart, The Green River Burial, Arise from the Fallen, Broken Teeth, Scheisse Minelli, Rafiki, I am Revenge, Swallow Your Pride, Seraphim Falls, Shattered lions, Captain Capgras, Their Decay |                                        |          |
| 2016  | Silverstein (Kanada), Ignite (USA), Atari Teenage Riot (Berlin), Madball (USA), Hacktivist, John Coffey (Niederlande), Being as an Ocean (USA), Wisdom in Chains, Rise of the Northstar, Astroid Boys, Coldburn, Pay no Respect, Carbine, Peace of Mind, Aeons of Corruption, Taped, Fall of Gaia, Blood for Betrayal, City Kids Feel the Beat, pornophonique (Darmstadt), Domi, bade! (Frankfurt am Main), I Am Noah, Born as Lions, Forgotten Chapter, King Nugget Gang, Humppa con Panhas, Four Monkeys |                                        |          |
| 2017  | Royal Republic, Evergreen Terrace, Caliban, ZSK, Sondaschule, Crazy Town, Elfmorgen, Götz Widmann, Our Hollow Our Home, Vitja, Scherf & Band, All for Nothing, Anchors & Hearts, Drei Meter Feldweg, Stolen Mind, The Oklahoma Kid, Fatke, Nulldb, Nautilus, Stonem, Of Colours, Escandalos, Some Kind of Hope |                                        |          |
| 2018  | Ausgefallen |                                        |          |
| 2019  | Emil Bulls, Deez Nuts, Ektomorf, H20, Mädness&Döll, NH3, The Butcher Sisters, All But One, Une Misère, Ze Gran Zeft, Shellz, SetyourSails, Frau Ruth, Battery, Ocean of Plague, Coast Down, Inflator, Melted Moon, Sharp/Shock, Apollo Apes, Forging the Storm. | Neuer Veranstalter: SchallMAGNET e. V. | 3500     |
| 2020  | Ausgefallen |                                        |          |
| 2021  | Ausgefallen |                                        |          |
| 2022  | Anti-Flag, ZSK, Samurai Pizza Cats, Ferris, 8 Kids, Annisokay, LeFly, OurMirage, Chiefland, 47 Million Dollars, Pentastone, Lorraine, Venues, Pornophonique, BrokenVein, Chiefland, Tequila Terminators, Blaucrowd Surfers, ThursdayinMarch, The Temper Tree, Four Monkeys. | SchallMAGNET e. V.                     | 2500     |
| 2023  | Soulfly, Any Given Day, From Fall to Spring, Ghostkid, thrown, Blacktoothed, Watch Me Rise, Elfmorgen, Call It Tragedy, Alexis in Texas, Escape from Wonderland, Maelfoy, Apart From Us | SchallMAGNET e. V.                     |          |
| 2024  | Monsters of Liedermaching, Audio88 & Yassin, Noise for the Voiceless, Novelists FR, Avralize, Artemis Rising, XO Armor, Leyka, Henriette B, Skaallüren, Neverland, Accvsed, All Will Know, The First Fire, Truth Grip, Brainscha, Dimo & Bumba, Pentastone, Socksoff, Farewell Spit | SchallMAGNET e. V.                     |          |
| 2025  | The Butcher Sisters, From Fall to Spring, Artemis Rising, XO Armor, Blacktoothed, Lifespark, Ghoster, Leave, King Nugget Gang, Tag My Heart, Off Lights, Dear Fiend, Invoke, Corbian, Friends Don't Lie, Chris Blackburger, Die Netten Jungs Von Nebenan | SchallMAGNET e. V.                     |          |